# Direktes Formstofffräsen
Direktes Formstofffräsen ist ein Verfahren, welches seit dem Jahre 1999 zur spanenden Fertigung von festen Formstoffblöcken in der Gussteilproduktion eingesetzt wird.
Dabei werden sogenannte 3D-CAD-Datensätze als Grundlage für die Programmierung der CNC-Fräse genutzt.
Dadurch werden die Sandformen zehntelmillimetergenau von einer CNC-Fräse bearbeitet, sodass eine höhere Konturgenauigkeit als bei anderen Verfahren (etwa über Modellbau) gegeben ist.
Durch die Verwendung von 3D-CAD-Datensätzen, welche auch aus herkömmlichen 2D-Zeichnungen konstruiert werden können, ist eine Herstellung von Gussteilen ohne den üblicherweise dazugehörigen Bau eines Modells möglich.
Der Weg der modelllosen Herstellung von Gussteilen bringt vor allem im Bereich der Einzelteil-/Prototypen- und Kleinstserienfertigung enorme Zeit- und Kostenvorteile. 
Da beim "Direkten Formstofffräsen" verlorene Formen entstehen und keine Dauerformen, ist dieses Verfahren für die Serienproduktion nicht geeignet, da dort der Kostenvorteil nicht mehr gegeben ist. 
"Direktes Formstofffräsen" kann bei beliebigen Gussteilgrößen eingesetzt werden und zählt zu den Rapid-Prototyping-Verfahren.